# Titkivți, Boureni
Titkivți (în ucraineană Тітківці) este un sat în comuna Prîslip din raionul Boureni, regiunea Transcarpatia, Ucraina.

## Demografie
Componența lingvistică a localității Titkivți
     Ucraineană (99,02%)
     Alte limbi (0,98%)
Conform recensământului din 2001, majoritatea populației localității Titkivți era vorbitoare de ucraineană (99,02%), existând în minoritate și vorbitori de alte limbi.